# Margaret Tuke
Pour les articles homonymes, voir Tuke.
Margaret Janson Tuke, née le 13 mars 1862, à Hitchin, Hertfordshire et morte le 21 février 1947 à Pirton, dans le Hertfordshire, est une universitaire et une pédagogue britannique. Elle est principale de Bedford College de 1907 à 1929.

## Biographie
Margaret Tuke est la benjamine d'une fratrie de cinq enfants, fille du banquier et philanthrope quaker James Hack Tuke et de son épouse Elizabeth Janson. Elle est éduquée à domicile jusqu'à l'âge de 15 ans, puis elle passe deux années à la St John's School de Withdean (Brighton). Elle est scolarisée au Bedford College à Londres un jour par semaine pendant l'automne 1879.
En 1885, elle s'inscrit au Newnham College de Cambridge, où elle obtient une mention très bien aux tripos de langues, en 1888. Elle obtient ultérieurement ses diplômes de licence et master à Trinity College, Dublin en 1905, en vertu de l'accord qui permettait aux étudiantes des universités d'Oxford et de Cambridge, surnommées les Steamboat ladies, d'obtenir un diplôme ad eundem.
Margaret Tuke est nommée à Newnham College, où elle occupe plusieurs fonctions, elle est notamment chargée de cours en français, de 1890 à 1905 ou encore secrétaire d'Helen Gladstone,. Elle est fellow de Newnham College de 1905 à 1936. Elle est ensuite tutrice au University College, Bristol (en), où elle assure également un cours de français de 1905 à 1907.
Margaret Tuke est nommée principale du Bedford College en 1907, et occupe cette fonction jusqu'à sa retraite en 1929. Elle supervise l'installation du collège dans de nouveaux bâtiments, sur Regent's Park, qui permet de doubler le nombre d'étudiants. Elle représente la faculté des Arts au Sénat de l'université de Londres de 1911 à 1929. Elle siège dans divers comités universitaires, notamment le comité des bourses universitaires et le conseil académique (1911-1929). Elle est membre de l'International Federation of University Women. Elle est nommée fellow de Bedford College en 1930 et est sollicitée pour écrire l'histoire du collège, publiée en 1939, sous l'intitulé A History of Bedford College for women 1849-1937.
En septembre 1937, Margaret Tuke offre à la bibliothèque du Royal Holloway une collection de lettres de la Renaissance italienne datant de 1526-1697, sur les affaires familiales et commerciales de la famille florentine Ridolfi. La collection de manuscrits Tuke a amélioré le potentiel de recherche d'œuvres existantes de la littérature italienne allant du XVIe au XXe siècle, notamment de Giovanni Battista Guarini (1630) et de Gian Giorgio Trissino (1530) .

## Hommages et distinctions
Un bâtiment du Bedford College est nommée Tuke Building en 1931 et Francis Dodd réalise son portrait.
Elle est faite dame commandeure de l'Empire britannique (DBE) en 1932 et reçoit un doctorat honoris causa de l'université de Reading en 1937.
En 1949, le Bedford College crée la Dame Margaret Tuke Travel Bursary, une bourse de voyage attribuée deux fois par an.
Une résidence universitaire du Royal Holloway porte son nom.

## Publications
- « Women students in the universities », The Contemporary Review, 1928, p. 71–77.
- A History of Bedford College for women 1849-1937, Oxford University Press, 1939[8]